# 류성걸
류성걸(柳性杰, 1957년 7월 12일~)은 대한민국의 공무원, 정치인이다. 제19·21대 국회의원(대구 동구 갑)이다.
경북 안동 출생이다. 제23회 행정고시에 합격하였으며, 기획재정부 제2차관(2010~2012)을 지냈다. 19대 국회의원을 지내고, 제20대 총선에 공천을 받지 못하고 컷오프당하자 탈당하여 무소속으로 출마하였다. 그 후 바른정당에 입당했고 다시 자유한국당으로 복당신청을 하였으나, 자유한국당 대구시당은 그가 탈당 후 자유한국당을 거세게 비판한 것을 이유로 복당을 불허했다. 이후 2020년 복당하였고, 제21대 총선에서 국회의원에 재선되었다.

## 학력
- 경북고등학교 졸업
- 경북대학교 경제학 학사
- 시라큐스 대학교 대학원 행정학 석사
- 시라큐스 대학교 대학원 경제학 박사

## 경력
- 제23회 행정고시 합격
- 2002년: 기획예산처 과학환경예산과 과장
- 국민경제자문회의 대외산업실 실장
- 2006년 11월~2007년 3월: 기획예산처 균형발전재정기획관
- 2007년 3월~2008년 2월: 기획예산처 공공정책관
- 2008년: 기획재정부 예산총괄심의관
- 2009년 2월~2010년 8월: 기획재정부 예산실 실장
- 2010년 8월~2012년 2월: 기획재정부 제2차관
- 2011년 4월: 국제과학비즈니스벨트위원회 당연직 위원
- 경북대학교 총동문회 부회장
- 대구경북과학기술원(DGIST) 이사
- 2012년 4월 11일 대한민국 제19대 국회의원 선거 당선(대구 동구 갑, 새누리당, 초선)
- 2012년 5월~2016년 5월: 새누리당 대구광역시당 동구 갑 당원협의회 위원장
- 2013년 1월~2013년 2월: 제18대 대통령직인수위원회 경제1분과 간사
- 새누리당 100%국민행복실천본부 예산총괄 간사
- 새누리당 정책위윈회 민생경제종합상활실 위원, 나라사랑보훈특별위원회 위원
- 2015년 8월: 새누리당 정책위원회 민생119본부 부본부장
- 2015년 9월: 새누리당 대구광역시당 위원장https://www.dgpeople21.kr/ 보관됨 2021-05-04 - 웨이백 머신
- 2017년 1월~2018년 2월: 바른정당 창당
- 2018년 2월~2018년 12월: 바른미래당 합당
- 바른미래당 대구광역시당 공동위원장
- 2018년~2019년: 바른미래당 대구광역시당 동구 갑 지역위원회 공동위원장
- 경북대학교 경제통상학부 초빙교수
- 2020년 4월 15일 대한민국 제21대 국회의원 선거 당선(대구 동구 갑, 미래통합당, 재선)
- 2020년 6월: 미래통합당 대구광역시당 동구 갑 당원협의회 위원장
- 2020년 9월~2024년 1월: 국민의힘 대구광역시당 동구 갑 당원협의회 위원장
- 2020년 9월~2021년 6월: 국민의힘 정책조정위원회 제1정조위원장(정무·기재·예결 분야)
- 2020년 12월~2021년 3월: 국민의힘 2021년 재보궐선거 공약개발단 공통공약 개발단 민생경제팀장
- 2020년 12월: 국민의힘 노동혁신특별위원회 위원
- 2021년 7월: 국민의힘 정책위원회 제1정책위부의장
- 2021년 9월~2022년 2월: 제20대 대통령 선거 국민의힘 공약개발단 '시민소리 혁신정책회의' 공동부의장
- 2021년 12월~2022년 1월: 제20대 대통령 선거 국민의힘 살리는 선거대책위원회 중앙선대위 산하 위원회 나라살림혁신위원장
- 2021년 12월~2022년 3월: 제20대 대통령 선거 국민의힘 대구를 살리는 선거대책위원회 선거대책위원장단 공동선거대책위원장 겸 직능대책본부장
- 2022년 6월~2022년 10월: 국민의힘 물가민생안전특별위원회 위원장
- 2022년 9월~2023년 3월: 국민의힘 정책위원회 수석부의장
- 2022년 11월~2023년 3월: 국민의힘 민생경제안정특별위원회 위원장
- 2023년 4월: 국민의힘 전세 사기 피해 대책을 마련하기 위한 당내 TF 위원
- 2023년 5월~2023년 8월: 국민의힘 시민사회 선진화 특별위원회 위원
- 2024년 1월~2024년 3월: 제22대 국회의원 선거 대구 동구·군위군 갑 국민의힘 국회의원 예비후보

## 의정 활동
- 2012년 5월 30일~2016년 5월 29일: 제19대 국회의원(대구 동구 갑, 새누리당→무소속, 초선)
  - 2012년 7월~2014년 5월: 제19대 국회 전반기 예산결산특별위원회 위원
  - 2012년 7월~2016년 5월: 제19대 국회 전반기, 후반기 기획재정위원회 위원
  - 2012년 9월~2012년 11월: 제19대 국회 아동·여성대상 성폭력 대책 특별위원회 위원
  - 2013년 4월~2013년 9월: 제19대 국회 예산·재정개혁 특별위원회 위원
  - 2015년 8월~2015년 11월: 제19대 국회 공적연금 강화와 노후빈곤 해소를 위한 특별위원회 위원
- 2020년 5월 30일~2024년 5월 29일: 제21대 국회의원(대구 동구 갑, 미래통합당→국민의힘, 재선)
  - 2020년 7월~2024년 5월: 국회 ICT융합포럼 구성의원
  - 2020년 7월~2022년 5월: 제21대 국회 전반기 기획재정위원회 간사
  - 2020년 8월~2022년 5월: 제21대 국회 전반기 기획재정위원회 경제재정소위원회 소위원장
  - 제21대 국회 전반기 기획재정위원회 조세소위원회 위원
  - 2021년 10월~2022년 1월 : 제21대 국회 전반기 예산결산특별위원회 위원
  - 2022년 1월~2022년 5월: 제21대 국회 전반기 예산결산특별위원회 간사
  - 2022년 7월~2024년 5월: 제21대 국회 후반기 기획재정위원회 간사
  - 제21대 국회 후반기 기획재정위원회 경제재정소위원회 위원
  - 제21대 국회 후반기 기획재정위원회 조세소위원회 위원장
  - 2022년 7월~2022년 10월: 민생경제안정특별위원회 위원장

## 상훈
- 2007년: 홍조근정훈장
- 2012년: 황조근정훈장

## 역대 선거 결과
|  | 60.83% |

|  | 43.17% |

|  | 69.59% |

## 소속 정당
| 소속 정당 | 소속 정당  | 소속 기간 | 비고      |
| --------- | ---------- | --------- | --------- |
|           | 새누리당   | 2012~2016 | 정계 입문 |
|           | 무소속     | 2016~2017 | 탈당      |
|           | 바른정당   | 2017~2018 | 창당      |
|           | 바른미래당 | 2018      | 합당      |
|           | 무소속     | 2018~2019 | 탈당      |
|           | 자유한국당 | 2019~2020 | 복당      |
|           | 미래통합당 | 2020      | 합당      |
|           | 국민의힘   | 2020~현재 | 당명 변경 |

## 같이 보기
- 대구 동구의 국회의원
- 동구 갑 (2004년 대구 선거구)
- 대한민국의 기획재정부 차관